# Jelena Dimitrijević (fotbalistă)
Jelena Dimitrijević (n. 26 august 1986, RSF Iugoslavia) este o fotbalistă sârbă care joacă în prezent ca atacant în campionatul grec pentru PAOK Salonic. Ea a jucat în Liga Campionilor pentru echipele Mašinac Niš și PAOK.
Este membru al echipei naționale feminine a Serbiei.